# Antalis senegalensis
Antalis senegalensis is een Scaphopodasoort uit de familie van de Dentaliidae. De wetenschappelijke naam van de soort is voor het eerst geldig gepubliceerd in 1891 door Dautzenberg.